# 柏市立柏第八小学校
柏市立柏第八小学校（かしわしりつ かしわだいはちしょうがっこう）は、千葉県柏市永楽台二丁目にある公立小学校。愛称は「柏八小」（かしわはっしょう）または「八小」（はっしょう）。

## 学区
当校がある永楽台のほか、常盤台・日立台・ひばりが丘・新柏・名戸ケ谷1丁目の全域と、名戸ケ谷（1丁目を付さない地域）の一部地域と豊住の一部地域（4,5丁目）が学区である。なお、名戸ケ谷で当校の学区に所属しない地域は名戸ヶ谷小学校、豊住3丁目は中原小学校、豊住1,2丁目は流山市内にある光ヶ丘小学校に通学する。

## 進学先中学校
- 柏市立柏第四中学校（永楽台、常盤台、日立台、ひばりが丘、名戸ケ谷1丁目）
- 柏市立中原中学校（名戸ケ谷（1丁目以外）、新柏、豊住4,5丁目）

## 沿革
- 昭和46年6月8日 - 開校式挙行（創立記念日とする）
- 昭和47年11月30日 - 屋外体育館落成
- 昭和48年1月16日 - 増設10教室落成
- 昭和52年4月1日 - 名戸ヶ谷小を分離
- 昭和55年4月1日 - 豊小を分離
- 昭和55年11月6日 - 創立10周年式典挙行
- 平成2年11月18日 - 創立20周年式典挙行
- 平成3年7月23日 - 校舎西半分大規模改修工事完了（屋外防水工事、校舎外壁塗装、 窓アルミサッシ交換等）
- 平成4年8月31日 - 校舎東半分大規模改修工事完了
- 平成5年7月21日 - 余裕教室改修工事完了（第２図書室、多目的ホール、コンピュータ室）
- 平成9年2月14日 - 給食室増改築工事完了
- 平成10年11月17日 - 多目的ホールをコンピュータ室に改修
- 平成13年2月1日 - 体育館改修工事完了
- 平成13年2月17日	- 創立30周年式典挙行
- 平成13年12月15日 - 教育ミニ集会開始
- 平成15年5月27日	- 学校評議員制度の導入
- 平成17年4月1日 - ひまわり学級創設
- 平成20年8月31日 - 第一期耐震工事完了
- 平成20年10月1日 - 情報センター・ビオトープ整備
- 平成21年6月8日 - 創立40周年記念航空写真撮影
- 平成21年8月31日 - 第二期耐震工事完了・中央トイレ改修工事
- 平成24年9月16日 - 東日本吹奏楽コンクール金賞
- 平成24年11月16日 - 千葉県教育研究会造形教育部会研究発表大会(柏大会)開催
- 平成25年11月3日 - 日本管楽合奏コンテスト最優秀賞
- 平成27年5月14日	- 創立45周年記念航空写真撮影
- 平成29年11月1日	- 普通教室へのエアコン設置
- 平成30年8月30日 - 投てき板（ブロック）撤去
- 平成31年 - 西トイレ改修工事
- 令和4年 - コミュニティースクールを開設。
- 令和5年7月 - 1階トイレ改修工事

## 交通
- 東武野田線新柏駅より徒歩15分。または、東武バス（柏33系統・新柏01系統）で数分の「柏第八小学校入口」下車（ただしバス停は当校の目の前にはなく、急坂を登る必要がある）。

## 著名な出身者
- 田中壱征（映画監督、脚本家）1986年卒業
- 木村裕（サッカー選手、柏レイソル）
- 小宮山悟（元プロ野球選手）
- 泉堅太郎（俳優）

## 周辺
- 柏市永楽台近隣センター(柏市立図書館永楽台分館)
- 永楽台近隣公園
- 柏市立柏第四中学校